# Chopi
I Chopi sono un gruppo etnico del Mozambico. Hanno vissuto tradizionalmente principalmente nella regione di Zavala, nel sud del Mozambico, nella provincia di Inhambane. Tradizionalmente vivevano una vita di agricoltura di sussistenza, vivendo tradizionalmente un'esistenza rurale, anche se molti furono sfollati o uccisi nella guerra civile che seguì la liberazione del Mozambico dal dominio coloniale portoghese nel 1975. Inoltre, la siccità costrinse molti a lasciare la loro patria e le città della nazione.
I Chopi parlano chichopi, una lingua tonale della famiglia bantu, alcuni parlano anche chiTonga e portoghese come lingue secondarie. I loro vicini sono il gruppo etnico Shangaan che vive a ovest, nella provincia di Gaza, e che ha invaso il territorio dei Chopi nel XIX secolo. Storicamente, alcuni Chopi sono stati ridotti in schiavitù e altri sono diventati lavoratori migranti in Sudafrica.
I Chopi si identificano culturalmente, come popolo, con l'elefante.

## Musica e ballo
Sono famosi per la loro musica tradizionale, il più famoso dei loro strumenti è il mbila (plurale: timbila), uno xilofono suonato in grandi gruppi. Questa musica è stata proclamata un patrimonio orale e immateriale dell'umanità dall'UNESCO nel 2005.
Altri strumenti usati dai Chopi sono i flauti in legno, fischietti, corni di animali, sonagli, tamburi di varie dimensioni, archi musicali e un flauto globulare a tre fori ricavati dal guscio essiccato del frutto nkuso (arancione cespuglio).

## Cucina
I cibi tradizionali dei Chopi sono cassava (manioca) e anacardi. Producono anche un certo numero di bevande alcoliche tradizionali, che sono prodotte da mandarini tangerini o anacardi.

## Film
- 1980 - The Chopi Timbila Dance. Diretto da Andrew Tracey.
- Chopi Music of Mozambique.  Diretto da Ron Hallis.
- Banguza Timbila.  Diretto da Ron Hallis.
- 1994 - A Spirit Here Today: A Scrapbook of Chopi Village Music. Diretto da Gei Zantzinger. Girato nel 1973.